# Нагай, Хидэаки
Хидэа́ки Нага́й (яп. 永井秀昭; род. 5 сентября 1983, Хатимантай, Иватэ) — японский двоеборец, участник Зимних Олимпийских игр 2014 и 2018.

## Карьера
Хотя он ещё не участвовал в Кубке мира, он был зарегистрирован на чемпионат мира по лыжным видам спорта в Саппоро в 2007 году и участвовал в командных соревнованиях. Вместе с Тайхэем Като, Акито Ватабэ и Норихито Кобаяши он финишировал восьмым 25 февраля 2007 года.
В сезоне 2011/12 он дебютировал на Кубке мира по лыжному двоеборью и финишировал 31-м на Кубке мира в Валь-ди-Фьемме 3 февраля 2012 года. Двумя днями позже он набрал свои первые очки Кубка мира, заняв 18-е место на соревнованиях Гундерсона на большом холме. В общем зачёте сезона 2011/12 он занял 49-е место вместе с Джимом Хертулом с 24 очками.
На чемпионате мира по лыжным видам спорта в 2013 году в Валь-ди-Фьемме в соревнованиях по обычному трамплину он занял 18-е место, а в соревнованиях по большому трамплину занял пятое место. В общем рейтинге сезона 2012/13 занял 23-е место с 220 очками.

## Применения
1. 1 2  Hideaki NAGAI // Международная федерация лыжного спорта — 1924.
2. ↑  Hideaki Nagai. sochi2014. Дата обращения: 22 февраля 2014. Архивировано из оригинала 20 июля 2014 года.
3. ↑  Hideaki Nagai. olympedia.org. Дата обращения: 1 августа 2020. Архивировано 30 августа 2021 года.